# Brignolizomus nob
Espèce
Synonymes
- Apozomus nob Harvey, 1992

Brignolizomus nob est une espèce de schizomides de la famille des Hubbardiidae.

## Distribution
Cette espèce est endémique du Queensland en Australie,. Elle se rencontre vers Byfield.

## Description
Le mâle holotype mesure 3,45 mm.

## Étymologie
Son nom d'espèce lui a été donné en référence au lieu de sa découverte, Nob Creek.

## Publication originale
- Harvey, 1992 : The Schizomida (Chelicerata) of Australia. Invertebrate Taxonomy, vol. 6, no 1, p. 77-129.